# Marcial Valladares Núñez
Marcial Valladares Núñez (Vilancosta, A Estrada, Pontevedra, 14 de juny de 1821 - 20 de maig de 1903) fou un erudit, lexicògraf, periodista i escriptor gallec. És autor de la primera novel·la moderna en llengua gallega: Maxina ou a filla espúrea. Va néixer en el si d'una família acomodada. Va cursar la carrera de Dret a la Universitat de Santiago de Compostel·la, on es llicencià el 1844, encara que es va dedicar simultàniament al periodisme, la política i la literatura. Es va retirar el 1866 al seu lloc natal per a consagrar-se a les lletres. Va abandonar també les activitats polítiques, a les quals havia dedicat part de les seves energies durant algun temps i en el curs de les quals va arribar a ser diputat.

## Obra
- Com a estudiós de la llengua, és autor d'un diccionari gallec-castellà amb 11.000 vocables, que va recollir entre 1850 i 1884, i en el qual va incorporar com referència 240 cantigas i 460 textos en prosa, la majoria pertanyents a la literatura popular.
- Com a poeta, una de les seves composicions més excel·lents duu el títol de «Soidades». Està escrita en hendecasíl·labs de tipus sentimental. Van aparèixer després «A fonte do Pico Sacro», d'accent didàctic, i «A castañeira a Santiago», monòleg de certa qualitat. De la seva autoria és també una sèrie de cants de tipus popular i que va titular «Vilancosta».
- Com a novel·lista va venir a ser, cronològicament, el primer autor del Rexurdimento. Escriví «Maxina ou a filla espúrea», novel·la inicial de la narrativa en llengua gallega.

Se li va dedicar el Dia de les Lletres Gallegues de 1970.